# Kristen Ghodsee

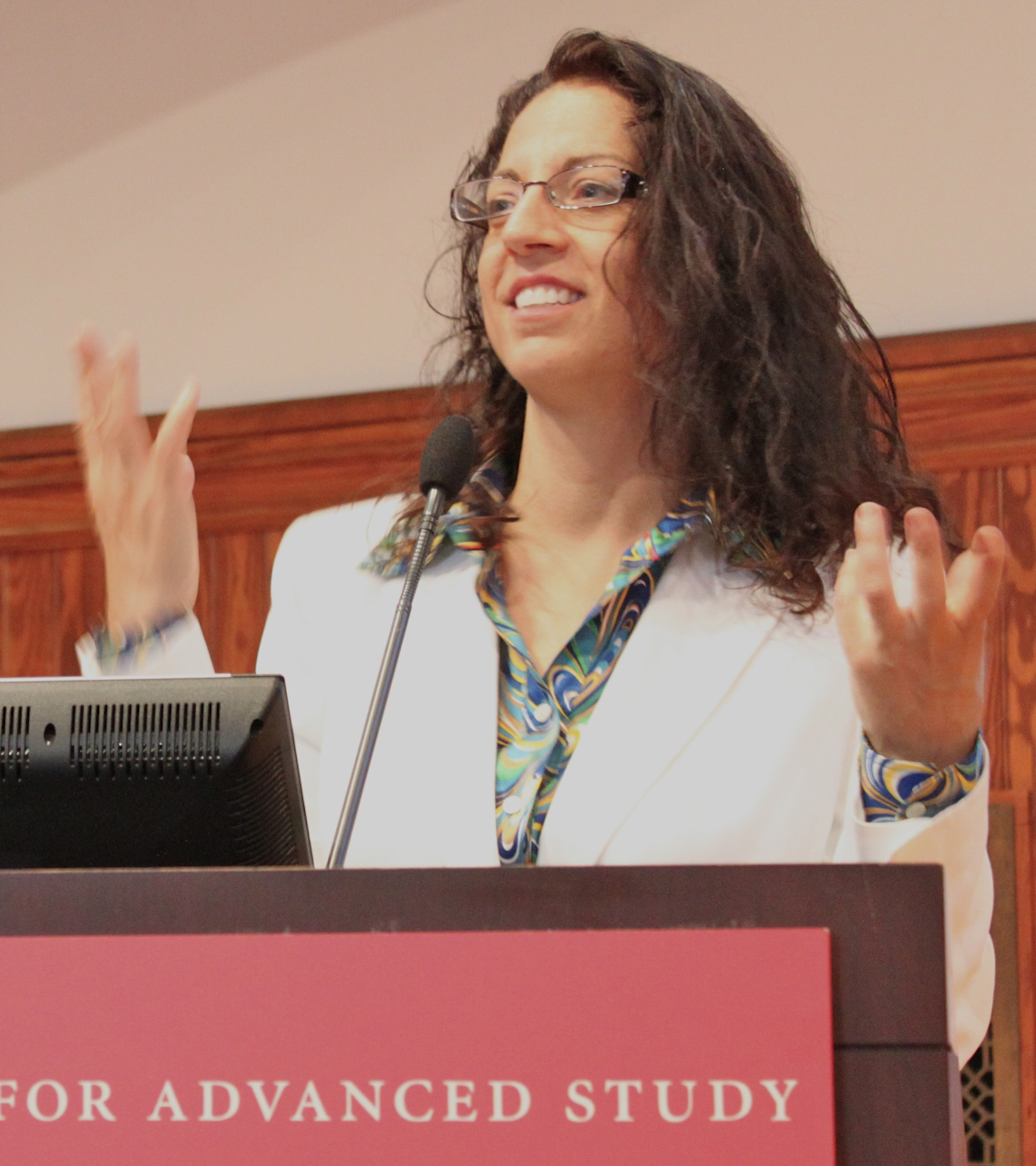
Kristen Ghodsee (2011)

Kristen Rogheh Ghodsee (* 26. April 1970) ist Professorin für Russische und Osteuropäische Studien an der University of Pennsylvania und forschte unter anderem am Institute for Advanced Study in Princeton, am Rostocker Max-Planck-Institut für demografische Forschung und am Freiburg Institute for Advanced Studies.

## Leben
Ghodsee, Tochter einer puerto-ricanischen Textilarbeiterin und eines Iraners, erwarb ihren B.A. an der UCSD und ihren PhD in Berkeley. Sie arbeitete als Wissenschaftlerin am Institute for Advanced Study in Princeton, am Woodrow Wilson International Center for Scholars in Washington, am Radcliffe Institute for Advanced Study der Harvard University, bei der John Simon Guggenheim Memorial Foundation, am Freiburg Institute for Advanced Studies (FRIAS), an der Friedrich-Schiller-Universität Jena und an der Universität Helsinki. Sie war Professorin am Bowdoin College und Gastprofessorin an der Sciences Po in Paris. Zurzeit ist sie Professorin für Russische und Osteuropäische Studien an der University of Pennsylvania. Warum Frauen im Sozialismus besseren Sex haben erschien 2019 im Suhrkamp Verlag. Das Buch wurde in vierzehn Sprachen übersetzt.

## Publikationen
- mit Mitchell Orenstein: Taking Stock of Shock Social Consequences of the 1989 Revolutions, Oxford University Press, New York 2021, ISBN 978-0-19-754924-7
- Warum Frauen im Sozialismus besseren Sex haben und andere Argumente für ökonomische Unabhängigkeit. Suhrkamp Verlag 2019, ISBN 978-3-518-07514-2, (eingeschränkte Vorschau)[5]
  - englische Originalausgabe: Why Women Have Better Sex Under Socialism and other arguments for economic independence, Nation Books, 2018. ISBN 978-1-56858-890-2
- Second World, Second Sex: Socialist Women's Activism and Global Solidarity during the Cold War, Durham, Duke University Press, 2019. ISBN 978-1478001812
- Red Hangover: Legacies of Twentieth-Century Communism, Durham, Duke University Press, 2017. ISBN 978-0822369493, (eingeschränkte Vorschau)
- From Notes to Narrative: Writing Ethnographies that Everyone Can Read. Chicago: University of Chicago Press, 2016. ISBN 978-0226257556
- The Left Side of History: World War II and the Unfulfilled Promise of Communism in Eastern Europe, Durham, Duke University Press, 2015. ISBN 978-0822358350, (eingeschränkte Vorschau)
- Kristen Ghodsee: Lost in Transition: Ethnographies of Everyday Life After Communism, Durham: Duke University Press, 2011. ISBN 978-0822351023, (eingeschränkte Vorschau)
- Muslim Lives in Eastern Europe: Gender, Ethnicity and the Transformation of Islam in Postsocialist Bulgaria.  Princeton: Princeton University Press, 2009. ISBN 978-0691139555, (eingeschränkte Vorschau)
- The Red Riviera: Gender, Tourism and Postsocialism on the Black Sea, Durham: Duke University Press, 2005. ISBN 978-0822336624, (eingeschränkte Vorschau)
- mit Rachel Connelly: Professor Mommy: Finding Work/Family Balance in Academia, Rowman & Littlefield Publishers, Inc., 2011. ISBN 978-1442208582, (eingeschränkte Vorschau)
- Everyday Utopia. In Praise of Radical Alternatives to the Traditional Family Home, Bodley Head, 2023. ISBN 978-1-8479-2717-0
  - Utopien für den Alltag. Eine kurze Geschichte radikaler Alternativen zum Patriarchat. Aus dem Englischen von Ulrike Bischoff. Suhrkamp, 2023. ISBN 978-3-518-43136-8.